# 李敏 (永樂舉人)
李敏（？—1464年），直隸保定府新安縣（今河北省安新縣），明朝政治人物。

## 生平
永樂十五年（1417年）北京鄉試中舉。宣德四年，授直隸鳳陽府同知。宣德四年，改河南汝寧府知府。正統五年，為應天府府尹。景泰二年，升戶部右侍郎，巡撫南直隸。景泰五年授戶部尚書。